# دیسک سکی

طرح اصلاح‌شده دیسک سکی که در آب شیرین استفاده می‌شود.

دیسک سِکی (انگلیسی: Secchi disk) که در سال ۱۸۶۵ توسط آنجلو سکی ساخته شد، یک دیسک دایره‌ای سفید و ساده با قطر۳۰ سانتیمتر (۱۲ اینچ) است که برای اندازه‌گیری شفافیت یا کدورت آب در آبگیرها استفاده می‌شود. این دیسک بر روی یک میله یا طناب نصب شده و به آرامی در آب پایین می‌رود. عمقی که دیسک دیگر قابل مشاهده نیست، معیاری برای شفافیت آب در نظر گرفته می‌شود. این معیار با نام عمق سکی شناخته می‌شود و به کدورت آب مرتبط است. از زمان اختراع آن، این دیسک در طراحی اصلاح شده و کوچکتر با قطر ۲۰ سانتیمتر (۸ اینچ)، و به رنگ سیاه و سفید برای اندازه‌گیری شفافیت آب شیرین نیز استفاده شده‌است.
دیسک‌های مشابه، با طرح سیاه و زرد، به عنوان نشانه سنجش بر روی وسایل نقلیه در تست تصادف، آدمک آزمایش تصادف و دیگر آزمایش‌های جنبشی استفاده می‌شوند.

## تاریخچه
دیسک سکی اصلی، یک دیسک سفید ساده بود و در دریای مدیترانه استفاده می‌شد. یک دیسک سکی به قطر ۳۰ سانتیمتر (۱۲ اینچ) و به رنگ سفید ساده، همچنان طراحی استاندارد مورد استفاده در مطالعات دریایی است. در سال ۱۸۹۹، جرج سی. ویپل دیسک سکی تمام-سفید اصلی را به "... یک دیسک با قطر حدود ۸ اینچ، که به چهار بخش مساوی به طور متناوب سیاه و سفید رنگ‌آمیزی شده، همانند هدف یک شاخص ترازیابی… " اصلاح کرد. این دیسک سکی سیاه و سفید اصلاح‌شده، دیسک استاندارد مورد استفاده در تحقیقات آبگیرشناسی آب‌های شیرین است.

## عمق سکی

گونه‌های دیسک سکی. نوع آب شیرین در سمت راست و نوع دریایی در سمت چپ.

عمق سکی زمانی حاصل می‌شود که بازتابندگی، برابر شدت نور پس‌پراکنده از آب باشد. تقسیم عدد ۱٫۷ بر این عمق (بر حسب متر) یک ضریب میرایی (که همچنین ضریب خاموشی نامیده می‌شود) برای نور موجود متوسط‌گیری شده در عمق دیسک سکی به دست می‌دهد. ضریب خاموشی نور اگرچه به عنوان یک متغیر استفاده می‌شود، به عنوان متغیری برای کدورت نیز کاربرد دارد. ضریب میرایی نور، k، می‌تواند به شکلی از قانون قانون بیر-لامبرت استفاده شود:
{\displaystyle {I_{z} \over I_{0}}=e^{-kz},}
تا Iz، یعنی شدت نور در عمق z را از I0 ، یعنی شدت نور در سطح اقیانوس تخمین بزند.
اندازه‌گیری با دیسک سکی یک سنجش دقیق از شفافیت آب ارائه نمی‌دهد، زیرا ممکن است به دلیل تابش خیره‌کننده نور خورشید بر روی آب خطاهایی وجود داشته باشد. یا یک فرد ممکن است دیسک را در یک عمق ببیند، اما فرد دیگری با بینایی بهتر ممکن است آن را در عمق بیشتری ببیند. با این حال، این روش، راهی ارزان و سرراست برای اندازه‌گیری شفافیت آب است. به دلیل پتانسیل تغییرات بین کاربران، روش‌ها باید تا حد امکان استاندارد شوند.
اندازه‌گیری با دیسک سکی همیشه باید در فاصله زمانی ۹:۰۰ تا ۱۵:۰۰ و در سمت سایه‌انداز یک قایق یا اسکله انجام شود. بهترین بازه زمانی برای بهترین نتایج بین ساعات ۱۰:۰۰ و ۱۴:۰۰ است. یک مشاهده‌گر باید هر بار به یک شیوه اندازه‌گیری عمق سکی را انجام دهد. اندازه‌گیری را می‌توان با پایین آوردن دیسک تا جایی که ناپدید شود، سپس بالا آوردن و کمی پایین آوردن آن تا عمق سکی مشخص شود، انجام داد. روش دیگر برای اندازه‌گیری عمق سکی این است که عمقی که در آن دیسک ناپدید می‌شود را ثبت کنید، سپس دیسک را مقداری پایین‌تر ببرید، و سپس عمقی را که دیسک در حین بالا آمدن آهسته دوباره ظاهر می‌شود را ثبت کنید. عمق سکی با میانگین گرفتن این دو مقدار به دست می‌آید.
اندازه‌گیری‌های دیسک سکی نشان نمی‌دهند که چگونه میرایی با عمق یا طول‌موج‌های خاص نور تغییر می‌کند. نورسنج‌های زیردریایی می‌توانند در عمق ۱۵۰ متر (۴۹۲ فوت) (۱۵۰ متر) کار کنند و می‌توانند بخش‌های مرئی، فرابنفش و فروسرخ طیف الکترومغناطیسی را ثبت کنند. کدورت‌سنج و دیدسنج دارای منبع نور خود هستند و می‌توانند شفافیت آب را با دقت علمی اندازه‌گیری کنند.

## کاربردها
اندازه‌گیری‌های دیسک سکی برای مدتی جزء جدایی‌ناپذیری از برنامه‌های ارزیابی کیفیت آب دریاچه‌های مینه‌سوتا و ویسکانسین بوده‌است؛ ساکنان دریاچه‌ها اندازه‌گیری‌های دوره‌ای انجام می‌دهند و گزارش خود را به سازمان‌های ایالتی و محلی ارسال می‌کنند. داده‌های طولی تجمیع‌شده برای نشان دادن روند کلی کیفیت آب استفاده می‌شوند. به‌طور مشابه، برنامه «دریاچه‌های تمیز ایندیانا» داوطلبان را آموزش می‌دهد و به آنها متکی است تا کدورت را در بیش از ۸۰ دریاچه ایندیانا با استفاده از دیسک‌های سکی رصد کنند، و از داده‌های ارسال‌شده توسط داوطلبان برای نظارت بر کیفیت دریاچه‌ها در این ایالت استفاده می‌کند.
در سال ۲۰۱۳، تیمی از دانشمندان علوم دریایی برنامه جهانی علم شهروندی دیسک سکی را برای دریانوردان ایجاد کردند تا فیتوپلانکتون‌های دریایی را مطالعه کنند. این مطالعه جاری علم شهروندی دیسک سکی، دیسک سکی دریایی سفید ساده و سنتی ۳۰ سانتی‌متری را با فناوری تلفن همراه ترکیب می‌کند تا داده‌های عمق سکی جمع‌آوری‌شده از دریا را در یک پایگاه‌داده مرکزی بارگذاری کند. اولین نتایج علمی این مطالعه در سال ۲۰۱۷ منتشر شد. مطالعه دیسک سکی در پاسخ به یک گزارش علمی بحث‌برانگیز آغاز شد که نشان می‌داد فیتوپلانکتون‌هایی که بر شفافیت آب تأثیر می‌گذارند بین سال‌های ۱۹۵۰ تا ۲۰۰۸ به میزان ۴۰ درصد در اقیانوس‌ها کاهش یافته‌اند.